# دیناژپور-۱
دیناژپور-۱ (به لاتین: Dinajpur-1) یک منطقهٔ مسکونی در بنگلادش است که در ناحیه دیناج‌پور واقع شده‌است.